# 사랑은 쌍둥이로 나눌 수 없어
사랑은 쌍둥이로 나눌 수 없어는 타카무라 시혼이 집필하고 알믹이 그림을 그린 일본의 라이트 노벨 시리즈이다. 2021년 5월부터 아스키 미디어 웍스의 전격 문고 출판을 시작했으며, 2023년 3월에 5권이 발매되었다. 오카리가 그린 만화 각색판은 2022년 4월부터 아스키 미디어 웍스의 코믹 전격 대오 "g" 잡지에 연재되었다. 2023년 7월부터 단행본 두 권으로 챕터가 수집되었다. ROLL2가 제작한 애니메이션 TV 시리즈 각색은 2024년 7월에 첫 방송될 예정이다.

### 내용주
1. ↑  일본어: 恋は双子で割り切れない 고이와 후타고데 와리키레나이[*], 로마자: Koi wa Futago de Warikirenai